# جزیره مردان گمشده
جزیره مردان گمشده (به انگلیسی: Island of Lost Men) فیلمی بود محصول کشور آمریکا (شرکت پارامونت پیکچرز) که در سال ۱۹۳۹ میلادی اکران گردید. آنا می ونگ، جی. کارول نایش، اریک بلور و آنتونی کوئین در این فیلم که به کارگردانی کرت نیومن بود، بازی کردند.